# Кастед-Доат
Касте́д-Доа́т (фр. Casteide-Doat) — коммуна во Франции, находится в регионе Аквитания. Департамент — Атлантические Пиренеи. Входит в состав кантона Пе-де-Морлаас и дю Монтанерес. Округ коммуны — По.
Код INSEE коммуны — 64173.

## География

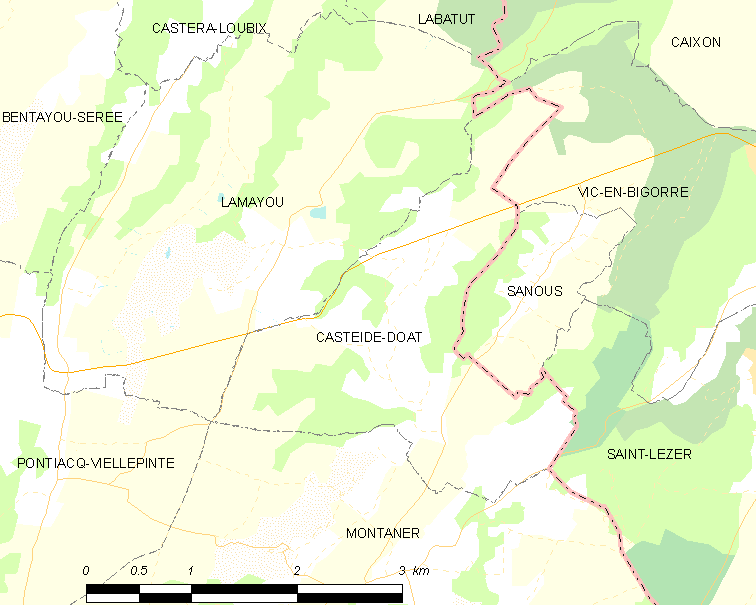
Карта коммуны

Коммуна расположена приблизительно в 640 км к югу от Парижа, в 170 км южнее Бордо, в 30 км к востоку от По.
По территории коммуны протекают реки Лис и Санус (фр. Sanous).

### Климат
Климат тёплый океанический. Зима мягкая, средняя температура января — от +5°С до +13°С, температуры ниже −10 °C бывают редко. Снег выпадает около 15 дней в году с ноября по апрель. Максимальная температура летом порядка 20-30 °C, выше 35 °C бывает очень редко. Количество осадков высокое, порядка 1100 мм в год. Характерна безветренная погода, сильные ветры очень редки.

## Население
Население коммуны на 2010 год составляло 133 человек.
| 1962 | 1968 | 1975 | 1982 | 1990 | 1999 | 2010 |
| ---- | ---- | ---- | ---- | ---- | ---- | ---- |
| 145  | 138  | 131  | 130  | 129  | 131  | 133  |

## Администрация
| Период | Период | Фамилия       | Партия | Примечания |
| ------ | ------ | ------------- | ------ | ---------- |
| 1995   | 2001   | Альбер Лантик |        |            |
| 2001   | 2008   | Жан-Пьер Пуэй |        |            |
| 2008   | 2020   | Бернар Лоран  |        |            |

## Экономика
В 2010 году среди 85 человек трудоспособного возраста (15-64 лет) 55 были экономически активными, 30 — неактивными (показатель активности — 64,7 %, в 1999 году было 80,5 %). Из 55 активных жителей работали 51 человек (25 мужчин и 26 женщин), безработных было 4 (3 мужчин и 1 женщина). Среди 30 неактивных 11 человек были учениками или студентами, 9 — пенсионерами, 10 были неактивными по другим причинам.

## Достопримечательности
- Церковь Св. Лаврентия (XVIII век)[4]
- Приходская церковь Успения Пресвятой Богородицы (XV век)[5]